# Simon Kaiser (Politiker)
Simon Kaiser (* 24. Oktober 1828 in Biberist; † 27. März 1898 in Muralto) war ein Schweizer Politiker, Rechtswissenschaftler und Bankmanager. Von 1857 bis 1887 gehörte er dem Nationalrat an (1868/69 und 1883/84 als Nationalratspräsident).

## Biografie
Der Sohn eines Tierarztes und Oberrichters studierte Recht an den Universitäten Freiburg, Heidelberg und Paris sowie an der Akademie Genf. In seiner Studienzeit trat er dem Schweizerischen Zofingerverein bei. Kaiser war ab 1853 Redaktor bei der radikalliberalen Zeitung Solothurner Landbote, zusammen mit Wilhelm Vigier gehörte er im Kanton Solothurn zu den Führungspersönlichkeiten der drei Jahre später ausgelösten demokratischen Bewegung. Ebenfalls ab 1853 war Kaiser als erster Sekretär der Bundeskanzlei in Bern tätig und etablierte sich mit mehreren umfangreichen Werken als bedeutender Wissenschaftler auf dem Gebiet des Schweizer Staatsrechts.
Kaiser, den Zeitgenossen als eigenwillig und schroff beschrieben, wurde 1857 zum Direktor der neu gegründeten Solothurner Bank gewählt, zwei Jahre später folgte die Wahl in den Kantonsrat. Im Kantonsrat, den er insgesamt zwölfmal präsidierte, verfolgte er einen leidenschaftlichen antiklerikalen Kurs. Aufgrund seiner betont unabhängigen Haltung gegenüber der Kantonsregierung erhielt er den Beinamen «Regierung Nr. 2». Kaiser kandidierte erfolgreich bei den Nationalratswahlen 1857, neunmal gelang ihm die Wiederwahl. Im Nationalrat galt er als Autorität in Finanz- und Zollfragen, sodass er die Zolltarifkommission präsidierte. 1868/69 und 1883/84 hatte er das Amt des Nationalratspräsidenten inne. Ein besonderes Anliegen war für ihn die Abschaffung der Komplimentswahl.
Während des Kulturkampfs präsidierte Kaiser von 1871 bis 1875 den «Schweizerischen Verein freisinniger Katholiken», der als Protest gegen die Dogmen des Ersten Vatikanischen Konzils gegründet worden war und aus dem die Christkatholische Kirche der Schweiz entstand. 1887 sollte die Solothurner Bank, deren Direktor Kaiser noch immer war, mit der Solothurner Hypothekenkasse zur Solothurner Kantonalbank fusioniert werden. Dabei kamen umfangreiche Bilanzfälschungen zutage. Obwohl Kaiser selbst gerichtlich freigesprochen wurde, machte man ihn politisch verantwortlich und er verlor alle seine Ämter. Er blieb noch einige Zeit journalistisch tätig und verbrachte seine letzten Lebensjahre im Kanton Tessin.